# Převzetí státu
Převzetí státu (anglicky state capture) je stav systémové politické korupce, ve kterém soukromé zájmy výrazně ovlivňují rozhodovací procesy státu ve svůj vlastní prospěch. Převzetí regulátora (anglicky regulatory capture) je situace, když státní regulační orgán dává přednost komerčním, ideologickým nebo politickým zájmům určité skupiny před obecnými zájmy veřejnosti.
Pojmy převzetí státu a regulátora spolu úzce souvisí tím, že popisují obdobný jev systémové korupce avšak na různých úrovních státní správy.

## Definice převzetí státu
Klasická definice převzetí státu se týká způsobu, jakým jsou formální postupy (jako jsou zákony a sociální normy) a vládní byrokracie manipulovány soukromými osobami a firmami tak, aby ovlivňovaly státní politiku a zákony v jejich prospěch. Převzetí státu se snaží ovlivnit tvorbu zákonů na ochranu a prosazování vlivných soukromých zájmů. Tímto způsobem se liší od většiny ostatních forem korupce, které místo toho usilují o selektivní vymáhání již existujících zákonů.
Termín „převzetí státu“ byl poprvé použit Světovou bankou kolem roku 2000 k popisu situace v některých středoasijských zemích, které přecházely ze sovětského komunismu. Konkrétně se jednalo o situace, kdy zkorumpované skupiny osob využily svého vlivu na vládní činitele ke kontrolování vládního rozhodování, aby posílili své vlastní ekonomické postavení. Členové těchto skupin se později stali známými pod názvem oligarchové.

## Definice převzetí regulátora
Převzetí regulátora je korupce autority, ke které dochází, když politický orgán, zákonodárce nebo regulační orgán jako regulační úřad nebo agentura kooptuje, aby sloužila komerčním, ideologickým nebo politickým zájmům menšího volebního obvodu, jako je například určitá geografická oblast, průmysl, profese nebo ideologická skupina.
Pokud dojde k převzetí regulátora, má zvláštní zájmová skupina přednost před obecnými zájmy veřejnosti, což vede k čisté ztrátě pro společnost. Vládní agentury, které podléhají převzetí, se nazývají „převzatá agentura“ nebo „převzatý úřad“. Převzetí regulátora souvisí s dobýváním renty a selháním vlády v ekonomice.
Základ pro vznik převzetí regulátora vytváří předpoklad, že názory regulátorů mohou být ovlivněny a ne všechny skupiny mají stejnou možnost je ovlivňovat (viz lobbování). Pokud dochází k tomu, že do rozhodujících pracovních pozic regulátora jsou obsazovány osoby ze soukromého sektoru daného průmyslu a bývalí zaměstnanci regulačního orgánu jsou zaměstnáni v soukromém sektoru, i mimo přímou korupci jako quid pro quo může docházet k tomu, že se regulátor postupně přizpůsobí zájmům daného průmyslu na úkor veřejného zájmu, čímž dochází k převzetí regulátora.

## Výskyt dle zemí

### Česko
Vláda Andreje Babiše byla několika zdroji popsána jako pokus o převzetí státu.
Dle výzkumu London School of Economics z roku 2016 je Česko ilustrativním případem „korporátního převzetí státu v otevřené společnosti“ a „rozhodující případ ve střední Evropě“.

### Ve světě

##### Bulharsko
Protesty v Bulharsku v letech 2013–2014 proti kabinetu Orešarského byly podněcovány tvrzeními, že k moci došlo díky působení oligarchické struktury (dříve spojenecké s Bojko Borisovem), která pomocí zdánlivých manévrů diskreditovala stranu GERB.

##### Jihoafrická republika
Politickoekonomický stav v Jihoafrické republice byl široce popsán jako převzetí státu.

##### Maďarsko
Vláda strany Fidesz – Maďarská občanská unie v Maďarsku po roce 2010 byla popsána jako převzetí státu.

##### Rusko
Formy převzetí státu na různých úrovních státní správy jsou popsány v Rusku.

##### Spojené státy
Mezinárodní měnový fond popisuje převzetí regulátora korporátními vlivy v různých odvětvích americké ekonomiky a přímo spojuje převzetí regulátora ve finančním a bankovním sektoru se vznikem světových ekonomických krizí jako např. Velká recese kolem roku 2008.
Profesor Massachusettského technologického institutu a společenský kritik Noam Chomsky popisuje následky převzetí regulátora ve Spojených státech: „Firmy, které mají být regulovány, řídí regulátory. Banky a bankovní lobbisti v podstatě píší zákony, které je mají regulovat — zachází až do takového extrému“.